# San Juan Mountains
San Juan Mountains – pasmo górskie Gór Skalistych, położone w południowo-zachodniej części stanu Kolorado. Obszar mocno związany z górnictwem złota i srebra w czasie kolonizacji stanu Kolorado. Główne dawne tereny górnicze to: Creede, Lake City, Silverton, Ouray i Telluride. Obecnie wydobycie złota stało się nieekonomiczne, ostatnią kopalnię złota Standard Metals zamknięto pod koniec XX wieku, jak również kopalnię Summitville, która stała się miejscem dużego skażenia środowiska.
Summitville leży w kalderze Summitville, jednej z wielu wygasłych wulkanów, tworzących „San Juan Volcanic Fields”. Jeden z nich „La Garita Caldera” ma średnicę 50 km. Ogromne złoża lawy, niektóre ciągnące się pod dnem Doliny San Luis, są charakterystyczne dla wschodnich zboczy Gór San Juan.
Do atrakcji regionu należy kolej wąskotorowa łącząca Durango z Silverton. Jazda terenówkami starymi szlakami łączącymi historyczne kopalnie i wymarłe miasteczka jest bardzo popularna, jak również wspinaczka górska. Góry San Juan są bardzo strome, tylko Telluride stało się ośrodkiem narciarskim. Ośrodek Narciarski Durango znajduje się na północ od Durango tuż przy kurorcie narciarskim Tamarron.
Rio Grande rozpoczyna swój bieg na wschodniej stronie pasma San Juan Mountains. Zachodnia część pasma to początki dopływów rzeki Kolorado: San Juan, Dolores i Gunnison.

## Czterotysięczniki
W górach San Juan jest 226 szczytów o minimalnej wysokości od dna dolinnego co najmniej szczytów o wysokości przekraczającej 4000 m n.p.m. Najbardziej znaczącymi są:
- Uncompahgre Peak 4361 m
- Mt. Wilson 4342 m
- El Diente Peak 4315 m
- Mt. Sneffels 4312 m
- Mt. Eolus 4292 m
- Windom Peak 4292 m
- Sunlight Peak 4285 m
- Handies Peak 4281 m
- Redcloud Peak 4277 m
- Wilson Peak 4272 m
- Wetterhorn Peak 4271 m
- San Luis Peak 4271 m
- Sunshine Peak 4267 m